# Qazaq Cybersport Federation
Qazaq Cybersport Federation (Федерация киберспорта Казахстана, QCF) — спортивная организация, республиканское общественное объединение, некоммерческая организация, основными целями которой являются развитие и популяризация массового киберспорта в Республике Казахстан и его продвижение в мировое сообщество. В 2020 году Федерация получила признание Национального Олимпийского комитета Казахстана.
Основана в 2017 году. Штаб-квартира находится в столице Астана.

## Проекты
- Alaman Cup[5][6][7][8][9]
- Altel Cyber Games[10]
- Gorilla Esports[11][12]

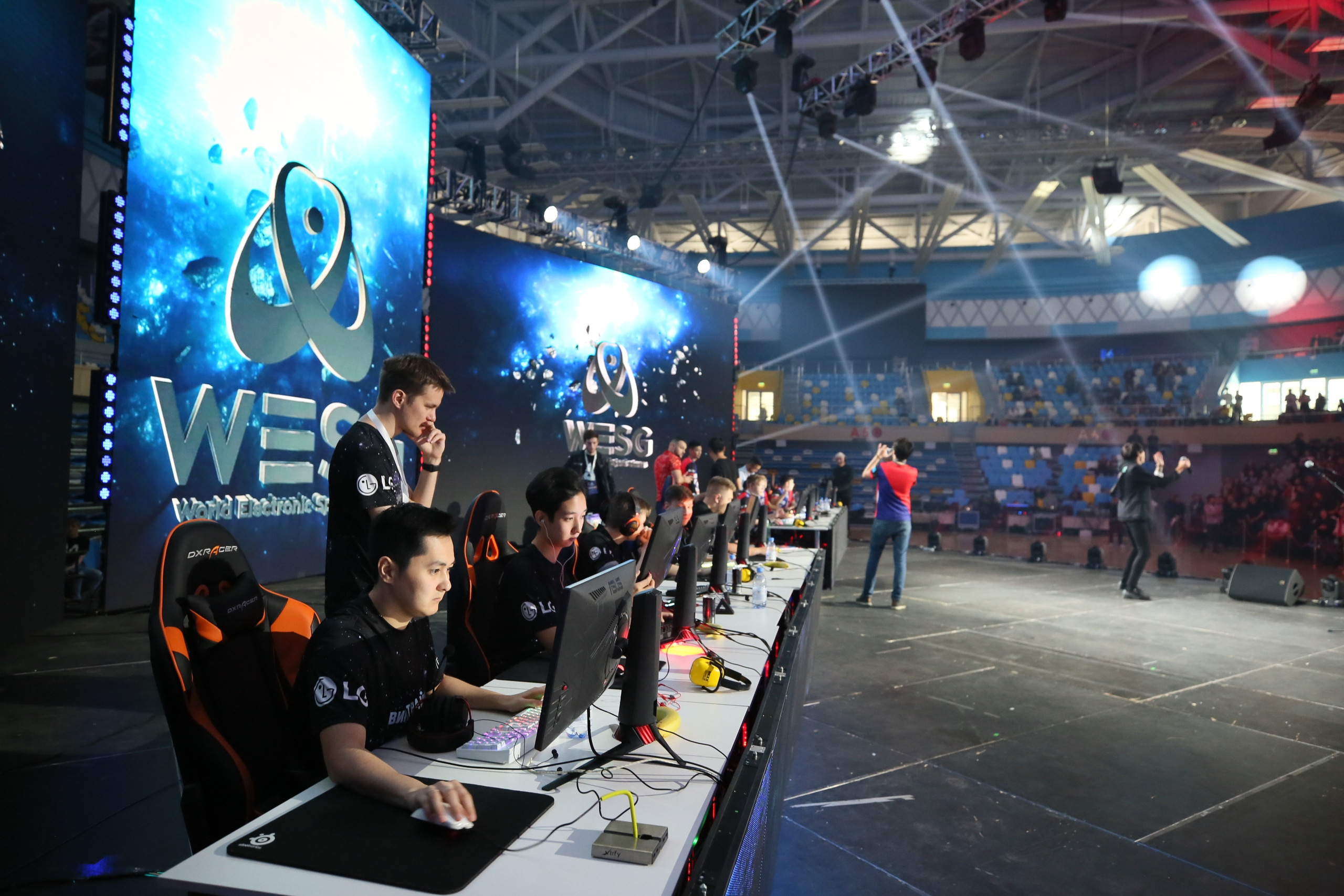
WESG 2019 в Казахстане

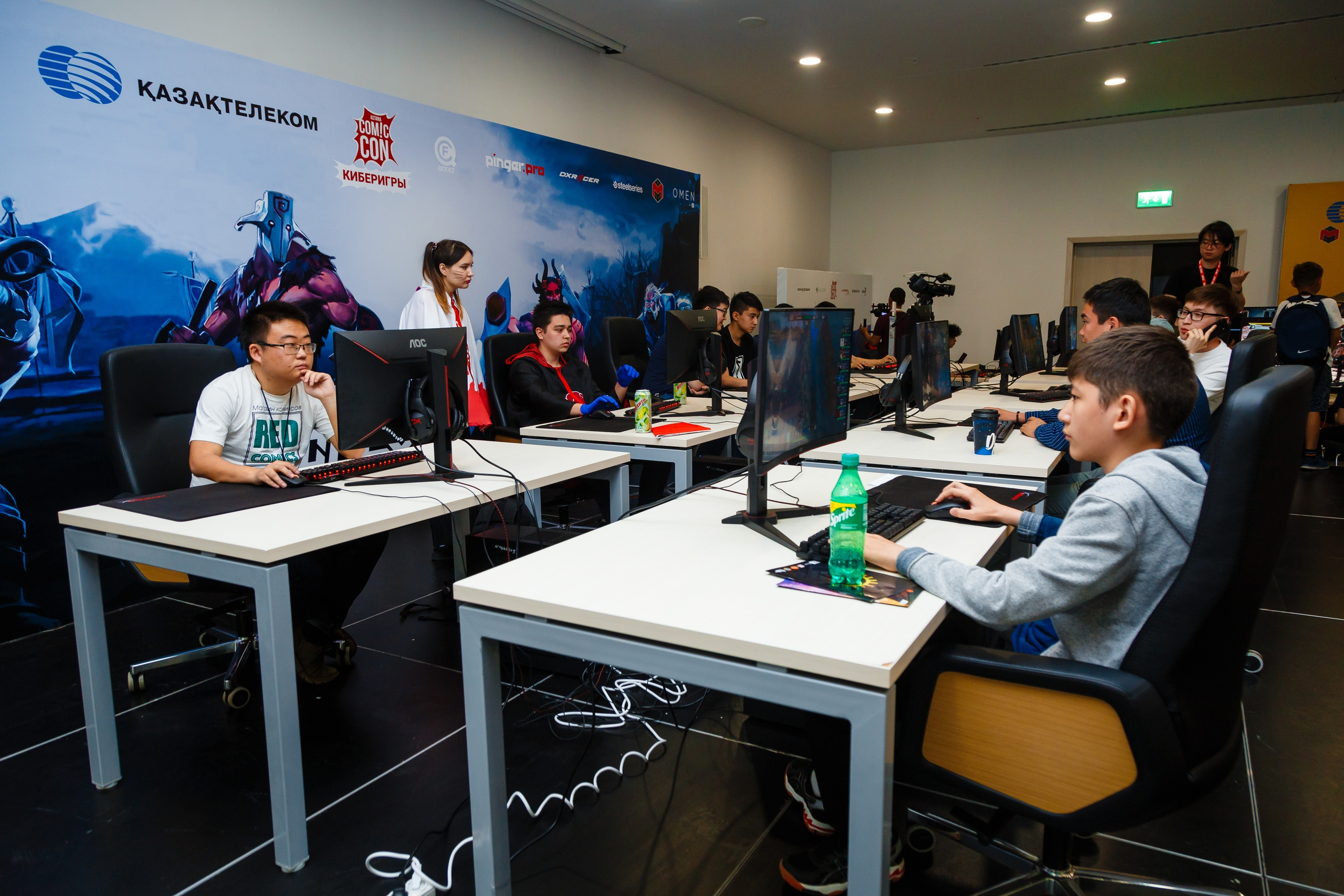
Турнир для посетителей Comic Con Astana

- Kazakhstan Esports Student League (KESL, киберспортивная студенческая лига Казахстана[13]) и National Esports Student Association (национальный проект по студенческому киберспорту). Совместно с благотворительным фондом «Халык», Национальным Олимпийским комитетом Республики Казахстан и Фондом образования Нурсултана Назарбаева[14].
- Формирование национальных сборных Республики Казахстан для участия на Региональных и Мировых Чемпионатах от IESF, AESF, GEF, WESG[15].
- Академия киберспорта Esports HUB[16][17][18][19].
- Pinger.pro (официальная турнирная платформа Федерации[20]). На начало 2020 года на платформе было зарегистрировано свыше 12 тыс. киберспортсменов из Казахстана, России, Узбекистана, Кыргызстана, Туркменистана и Таджикистана[21][22]. В середине октября 2020 года их число достигло 83 тыс., и ожидается, что при сохранении темпов роста примерно в 10 тыс. новых регистраций в месяц к концу 2020-го будет достигнута планка в 100 тыс. зарегистрированных участников соревнований и зрителей[23].
- 1XBET Esports hub accelerator — Первый в СНГ акселератор киберспортивных команд и бизнес-проектов в киберспорте[24].

## Функции
- Развитие и поддержка киберспорта в Республике Казахстан на всех уровнях и площадках.
- Развитие международных спортивных связей Республики Казахстан, в том числе обеспечение участия сборных команд на официальных международных соревнованиях.
- Популяризация в Республике Казахстан киберспорта как части международного спортивного движения.
- Организация республиканских и ассистирование в организации международных чемпионатов, первенств и кубков.
- Организация и поддержка онлайн-трансляций по киберспорту.
- Выработка норм, требований, условий и порядка присвоения спортивных разрядов, званий, включение их в Спортивную классификацию Республики Казахстан.
- Подготовка и аттестация судей, контроль за их деятельностью.
- Отбор и представление спортсменов, тренеров на присвоение званий и квалификаций.
- Проведение образовательных мероприятий в сфере киберспорта[25].

## Деятельность
- Разработка и представление в уполномоченный орган в области физической культуры и спорта программы развития киберспорта в Республике Казахстан.
- Участие в формировании и реализации Единого республиканского календаря спортивно-массовых мероприятий.
- Сотрудничество с образовательными организациями по вопросам подготовки и переподготовки кадров.
- Содействие развитию в Республике Казахстан материально-технической базы киберспорта для реализации процесса спортивной подготовки и проведения соревнований по киберспорту.
- Поддержка киберспорта в специализированных спортивных учреждениях, клубах и иных организациях, развивающих киберспорт.
- Поддержка инклюзивных организационных форм проведения соревнований по киберспорту для лиц с ограниченными возможностями[25].

## История
Республиканское общественное объединение (РОО) «Qazaq Cybersport Federation» было создано в 2017 году инициативной группой профессионалов и любителей киберспорта, поставивших перед собой цель системного и долгосрочного развития этой сферы в интересах киберспортсменов, общества и государства.
На основании заявления и материалов, подготовленных Qazaq Cybersport Federation, киберспорт был включен в реестр видов спорта и получил официальный статус и признание как вид спорт в Казахстане (приказ Председателя Комитета по делам спорта и физической культуры Министерства культуры и спорта Республики Казахстан от 25 июня 2018 г., № 180).
РОО «Qazaq Cybersport Federation» получило статус официальной аккредитованной республиканской спортивной федерации по виду спорта «киберспорт» (Свидетельство об аккредитации № 072). Данный статус — в соответствии с пп.46 ст.1 Закона Республики Казахстан «О физической культуре и спорте» — подтверждает правомочия Федерации на развитие киберспорта в Республике Казахстан.
С 2020 года Qazaq Cybersport Federation в качестве полноправного члена представляет интересы Казахстана в Азиатской Федерации Киберспорта (AESF — Asian Esports Federation), признанной Олимпийским советом Азии.
В марте 2020 года Qazaq Cybersport Federation стала 57-м членом International Esports Federation (IeSF) — Международной федерации киберспорта. Это дало Казахстану возможность проводить международные турниры и национальные отборочные игры на территории страны под эгидой IeSF, а также участвовать в принятии решений по насущным вопросам в сфере киберспорта.
С мая 2020 года Qazaq Cybersport Federation является членом GEF (Global Esports Federation), международной организации, которая объединяет все киберспортивные организации и ратует за продвижение киберспорта в число олимпийских дисциплин. При этом вице-президент QCF Евгений Богатырев считает, что отдельные кибердисциплины могут войти в программу Летней Олимпиады уже к 2024 году.
28 сентября Казахстанская федерация киберспорта получила сертификат признания Национального Олимпийского комитета. Согласно Закону РК «О физической культуре и спорте» наличие у федерации признания Национального Олимпийского комитета Республики Казахстан является одним из условий прохождения процедуры отраслевой аккредитации в Министерстве культуры и спорта Республики Казахстан, что наделяет федерации правомочиями по развитию вида спорта на территории Республики Казахстан.

## Мероприятия

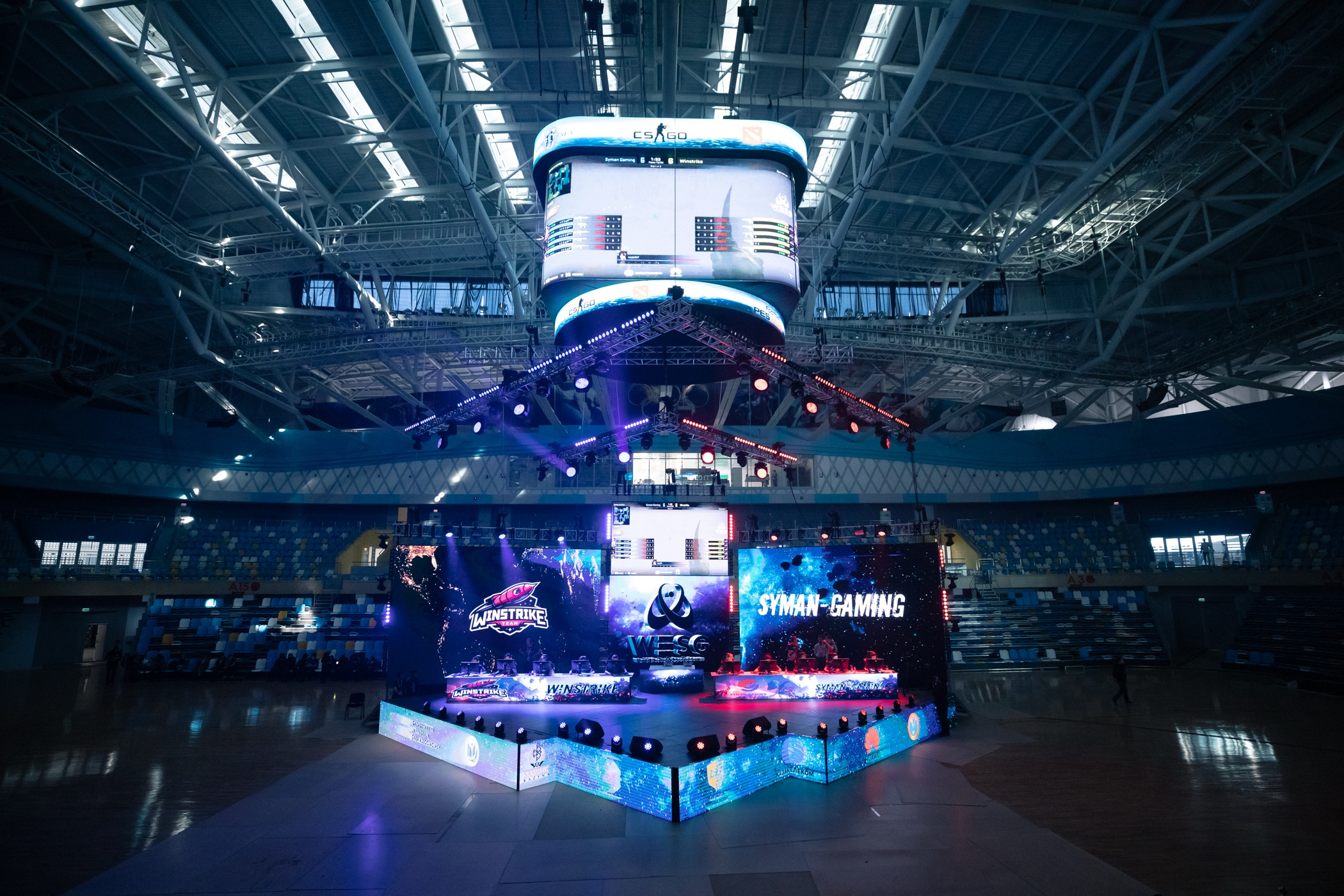
WESG 2019 в Казахстане

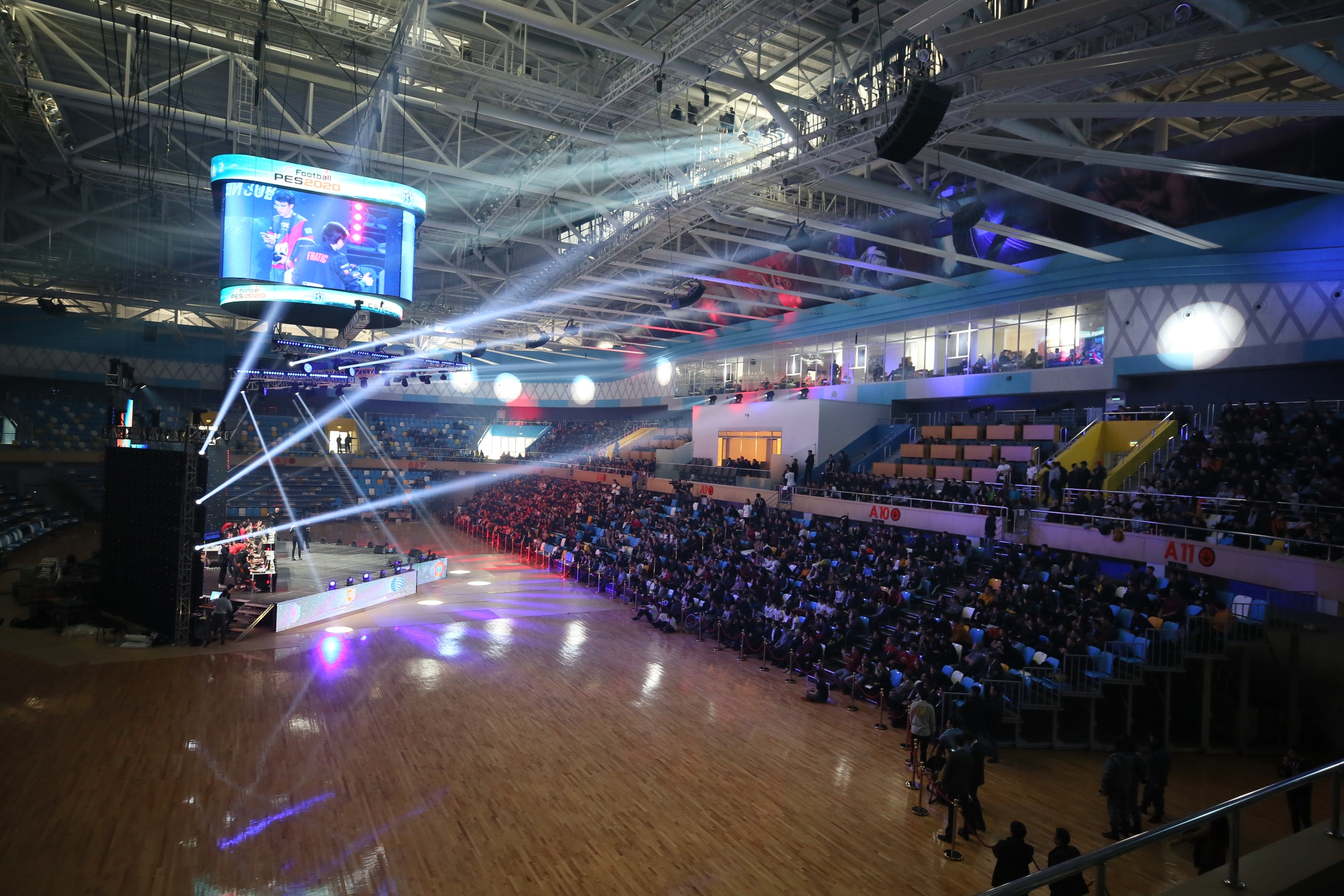
WESG 2019 в Казахстане

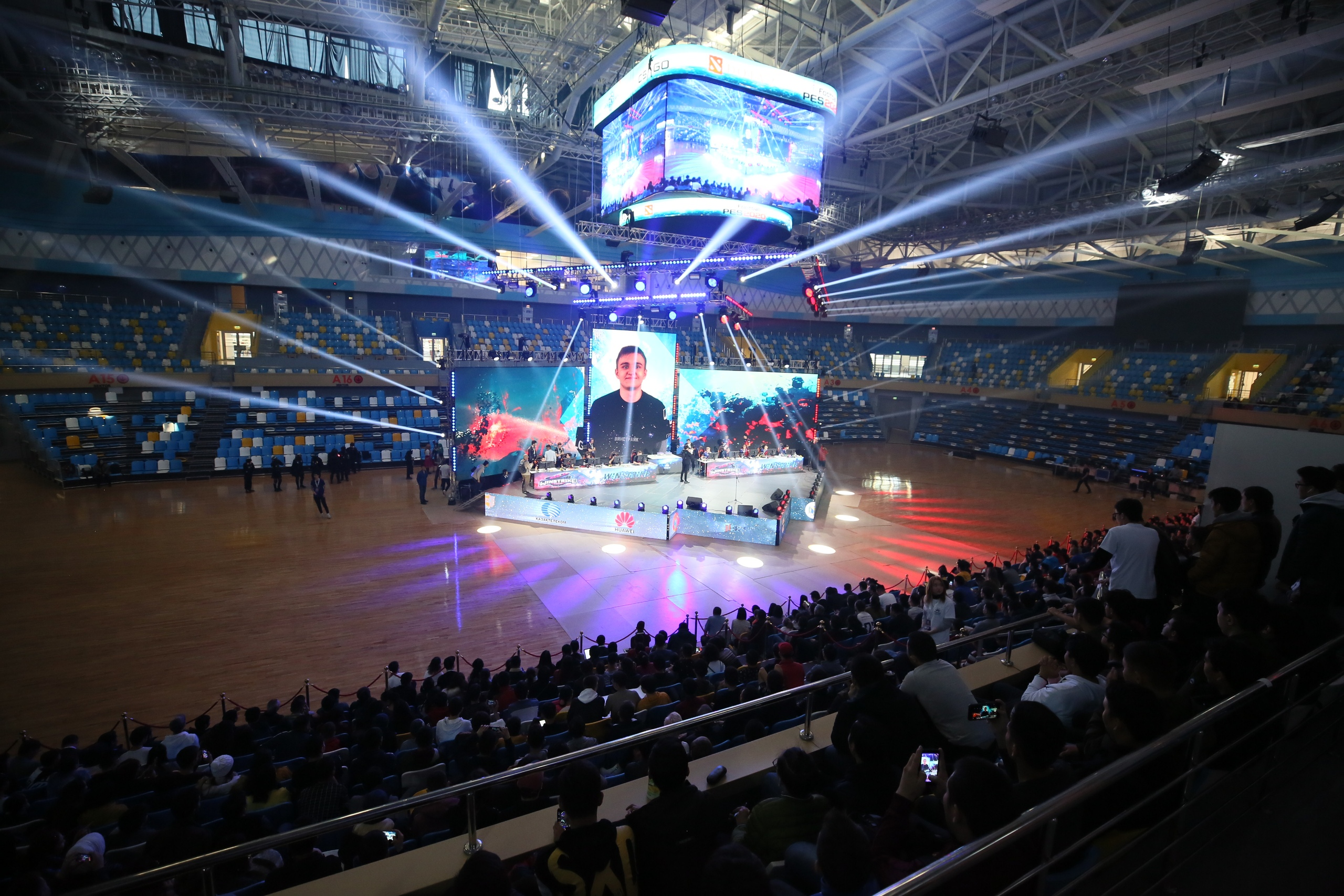
WESG 2019 в Казахстане

2018, август. Организация участие киберспортсменов из Казахстана в Демонстрационных играх по киберспорту в рамках Азиатских Игр в Джакарте (Индонезия). Проведение таких масштабных мероприятий, как WESG, Открытый турнир Центральной Азии по Starcraft II.
2019, апрель. Организация и проведение в Акмолинской области турнира по киберспорту Burabay Cyber Cup с общим призовым фондом 2 млн тенге. Турнир прошёл по дисциплинам Dota 2 и Counter-Strike:Global Offensive. В отборочном этапе приняло участие 155 команд, которые представили все регионы Казахстана. Победителем в дисциплине Dota 2 стала команда Se7en Esports, одержавшая в финале победу над командой Cyber Dogs. Лучшей в дисциплине Counter-Strike:Global Offensive стала команда ex-Honor&Glory (их соперником в финале была команда PORCHA e-Sports).
2019, 16—17 мая. Организация пленарной сессии «Киберспорт — как ниша в глобальной цифровой экономике. Как Казахстану интегрироваться в мировой рынок киберспорта» в рамках XII Астанинского экономического форума «Вдохновляющий рост: люди, города, экономики» (г. Нур-Султан). На пленарной сессии, которая прошла с участием международных экспертов, была рассмотрена экономическая составляющая киберспортивной сферы, в частности — место киберспорта в глобальной цифровой экономике. Модераторами дискуссии выступили президент Казахстанской федерации киберспорта, председатель правления «Казахтелеком» Куанышбек Есекеев и руководитель киберспортивного направления Parimatch Степан Шульга.
2019, август—октябрь. Организация и проведение Лиги Федерации по 12 дисциплинам. Участниками соревнований стали порядка 1,5 тыс. спортсменов со всего Казахстана.
Дисциплины: Mortal Kombat 11, Tekken 7, FIFA 19, PES 2019, Clash Royale, PUBG, Fortnite, Dota 2, Auto Chess, StarCraft II, Hearthstone и League of Legends.
Qazaq Cybersport Federation обладает эксклюзивными правами на проведение отборочных этапов чемпионата мира — World Electronic Sports Games (WESG), организатором которого выступает Ali Play. Суммарная аудитория чемпионата — более 10 млн человек.
27 октября 2019 года в г. Нур-Султан Qazaq Cybersport Federation провела национальный этап Чемпионата — WESG Kazakhstan с участием киберспортсменов со всей Республики Казахстан; 16—17 ноября в г. Алматы прошёл WESG Mid Asia, объединивший киберспортсменов из государств Центральной Азии.
2020, #StayHome. В период пандемии COVID-19 Qazaq Cybersport Federation провела в режиме онлайн — на платформе Pinger Pro — провела турнир Alaman #StayHome по 11 дисциплинам.
2020, апрель. Проведение первого онлайн-кубка Uide Bol Cup — 2020 для любителей шахмат.
2020, май. Компания Altel запустила турниры для игроков из СНГ на казахстанской платформе Altel Cyber Games: PUBG Mobile CIS. За призовой фонд в 4 млн тенге сражались около 900 команд из 11 стран, в том числе из Казахстана.
2020, август-сентябрь. Организация и проведение совместно с компанией Altel турнира Altel Cyber Games: CS:GO Season 2 с общим призовым фондом в 10 млн тенге. Участниками соревнований стали порядка 900 команд со всего Казахстана и стран СНГ.
2020, октябрь-ноябрь. Благотворительный фонд «Халык» совместно с Национальным Олимпийским комитетом Республики Казахстан и Фондом образования Нурсултана Назарбаева, при поддержке Qazaq Cybersport Federation создают национальный проект National Esports Student Association, а также объявляют о проведении сезонного киберспортивного турнира Kazakhstan Esports Student League среди учащихся высших учебных заведений на территории Республики Казахстан.
Декабрь 2020 — февраль 2021. Компания Altel запустила третий сезон турнира Altel Cyber Games: PUBG Mobile CIS Season 3 для игроков из СНГ на казахстанской платформе. За призовой фонд в 4 млн тенге сражались свыше 1100 команд из 11 стран, в том числе из Казахстана.
2021, февраль-апрель. Проведение первого в истории казахстанского киберспорта Кубка Республики Казахстан по киберспорту под названием 1XBET QAZAQSTAN RESPUBLIKASYNYŊ KUBOGI. Дисциплины: FIFA 21, Dota 2, eFootball PES 21 и Counter-Strike: Global Offensive. Призовой фонд турнира — 1.500.000 тенге. Победители и призёры данного соревнования получили звания мастеров спорта и кандидатов в мастера спорта по киберспорту. LAN-финал республиканского чемпионата был пройден во Дворце единоборств им. Жаксылыка Ушкемпирова в городе Нур-Султан.
2022, 11 марта. Федерация Киберспорта заключила контракт о спонсорской поддержке с компанией ABC Design, в рамках которой Федерация реализовала несколько проектов, в том числе акселератор киберспортивных команд в Казахстане.
19 мая 2022 года Qazaq CyberSport Federation заключила партнёрский контракт о спонсорстве с KFC. Компания KFC является спонсором Весеннего кубка.

## Ключевые фигуры
Президент Федерации — Есекеев Куанышбек Бахытбекович.
Генеральный секретарь — Аханов Алибек Муратович. Исполнительный директор — Жангазиев Казбек Жаркынович.

## Президиум
Президент Федерации — Есекеев Куанышбек Бахытбекович.
Вице-президент по международным вопросам — Мусайбеков Сакен Жунусбекович. Вице-президент по общим вопросам — Богатырев Евгений Александрович.